# Relazioni bilaterali tra Italia e Bosnia ed Erzegovina
Le relazioni bilaterali tra Italia e Bosnia ed Erzegovina sono state stabilite a livello diplomatico il 17 gennaio 1992 in seguito alla proclamazione d'indipendenza della Bosnia ed Erzegovina dalla Jugoslavia.
L’Italia sostiene e incoraggia il percorso di integrazione della Bosnia ed Erzegovina nell'Unione europea e nella NATO.

## Sedi diplomatiche
La Bosnia ed Erzegovina ha un'ambasciata a Roma, un consolato generale a Milano e un consolato onorario a Treviso.
L'Italia ha un'ambasciata a Sarajevo (Čekaluša 39) e un consolato generale a Banja Luka. L'attuale ambasciatore (dal 14 giugno 2021) è Marco Di Ruzza.

## Demografia
Gli italiani, presenti in Bosnia ed Erzegovina sin dal periodo asburgico, sono riconosciuti come una delle 17 minoranze nazionali del paese balcanico.
La diaspora bosniaca in Italia, presente a partire dagli anni '90, conta circa 68 000 persone.

## Storia
Fin dal 1994, ancora nel corso della guerra in Bosnia ed Erzegovina, l'Italia aveva una rappresentanza diplomatica nella forma di delegazione diplomatica speciale. Dopo la fine del conflitto con gli accordi di Dayton del 1995, il governo italiano si adoperò per stabilire le relazioni diplomatiche con la Bosnia ed Erzegovina aprendo la propria ambasciata a Sarajevo il 6 novembre 1996.
L'Italia fa parte del comitato direttivo (Steering Board) del Peace Implementation Council (PIC), forum multilaterale istituito dagli Accordi di Dayton; l'ambasciatore italiano, assieme agli omologhi delle altre nazioni membri del comitato direttivo, ricopre quindi compiti di direzione politica dell'alto rappresentante per la Bosnia ed Erzegovina, responsabile della messa in atto degli aspetti civili degli accordi di pace e dotato di poteri esecutivi.

## Cooperazione politica
Italia e Bosnia ed Erzegovina intrattengono stretti legami di cooperazione politica, resi vitali da un intenso scambio di incontri e visite a livello bilaterale. La ministra degli esteri Federica Mogherini ha visitato Sarajevo nel corso del suo tour balcanico tra il 25 e il 28 luglio 2014. Il Presidente della Repubblica italiana, Sergio Mattarella, si è recato a Sarajevo nel maggio 2016 per la prima visita di un Capo di Stato italiano nel paese balcanico.

## Cooperazione nella difesa
L'Italia è presente militarmente con oltre 900 uomini in Bosnia Erzegovina nel quadro dell’operazione militare EUFOR Althea. Oltre all’originaria funzione di mantenimento della sicurezza sul territorio, dalla fine del 2010 EUFOR Althea si preoccupa del rafforzamento delle forze armate bosniache attraverso attività di formazione.
L'Italia ha partecipato inoltre alla missione di polizia dell’Unione Europea EUPM, il cui vice comandante era il Colonnello Paterna dell’Arma dei Carabinieri, avviata nel 2003 per fornire un contributo alla costituzione di un servizio di polizia professionale e multietnico in Bosnia Erzegovina.

## Relazioni economiche
L’Italia è il secondo partner commerciale della Bosnia ed Erzegovina, con un volume di interscambio di oltre 1,5 miliardi di euro, primo investitore bancario – con UniCredit e Intesa SanPaolo - e primo partner culturale del paese, anche grazie all’entrata in vigore nel 2015 dell’Accordo bilaterale di cooperazione culturale.
L'Accordo sulla Promozione e la Protezione degli Investimenti tra il Governo della Repubblica Italiana e il Governo della Bosnia ed Erzegovina, firmato il 19 maggio 2000 ad Ancona, è entrato in vigore il 10 febbraio 2005.
Gli investimenti italiani in Bosnia Erzegovina si concentrano nel settore manifatturiero, in particolare:
- Lavorazione del legno: Lipa Drvo (legno, Prijedor); Bina Dierre (sedie, Bihać), Interwork (pellets, Bosanski Petrovac); Standard Turbe (sedie, Travnik).
- Metalmeccanico/siderurgico: tra le maggiori, Metalleghe (silicio metallico e ferroleghe, Jajce e Mrkonijc Grad), Mehanicke Konstrukcije (componenti di macchinari, Kotor Varoš)
- Energia: Liquivex (Usora e Ljubuški) per la distribuzione di GPL.
- Calzature/tessile/abbigliamento: Olip (Travnik), Tvornica Obuce Sportek (Kotor Varoš), Socksmaker 3 (Tešanj); Dubicotton (Kozarska Dubica).

## Cooperazione allo sviluppo
Dal 1992 al 2015 la Cooperazione Italiana ha sostenuto progetti di sviluppo in Bosnia ed Erzegovina per un importo di oltre 210 milioni di euro. Inoltre, a fronte delle pesanti alluvioni che hanno colpito il Paese nel 2014, l’Italia ha finanziato progetti di ricostruzione per oltre 1 milione di euro.

## Lista degli ambasciatori italiani in Bosnia ed Erzegovina
| Nomina           | Titolo       | Capo missione           | Nominato dal governo  | Accreditato da     | Note          |
| ---------------- | ------------ | ----------------------- | --------------------- | ------------------ | ------------- |
| 1997             | Ambasciatore | Michele Valensise       | Governo Prodi I       | Živko Radišić      | [ 8 ] [ 9 ]   |
| 7 maggio 1999    | Ambasciatore | Enrico Pietromarchi     | Governo D'Alema I     | Živko Radišić      | [ 10 ] [ 11 ] |
| 15 giugno 2001   | Ambasciatore | Saba D'Elia             | Governo Berlusconi II | Jozo Križanović    | [ 11 ]        |
| 3 febbraio 2005  | Ambasciatore | Alessandro Fallavollita | Governo Berlusconi II | Borislav Paravac   | [ 11 ] [ 12 ] |
| 1 giugno 2009    | Ambasciatore | Raimondo Cardona        | Governo Berlusconi IV | Nebojša Radmanović | [ 13 ]        |
| 7 agosto 2013    | Ambasciatore | Ruggero Corrias         | Governo Letta         | Željko Komšić      | [ 14 ] [ 15 ] |
| 29 dicembre 2016 | Ambasciatore | Nicola Minasi           | Governo Gentiloni     | Mladen Ivanić      | [ 16 ]        |
| 2 dicembre 2020  | Ambasciatore | Marco Di Ruzza          | Governo Conte II      | Milorad Dodik      | [ 17 ] [ 18 ] |